# Barbora Chaloupská
Barbora Chaloupská (* 17. května 1999 Hradec Králové) je česká juniorská reprezentantka v orientačním běhu. Jejím největším úspěchem je zlatá medaile ze štafet na mistrovství Evropy dorostu 2015 v Rumunsku. V současnosti reprezentuje barvy klubu OK 99 Hradec Králové.

## Sportovní kariéra

### Umístění na MS a ME
| Přehled úspěchů na Mistrovství světa | Přehled úspěchů na Mistrovství světa | Přehled úspěchů na Mistrovství světa | Přehled úspěchů na Mistrovství světa | Přehled úspěchů na Mistrovství světa |
| Mistrovství světa juniorů            | Sprint                               | Middle                               | Long                                 |                                      |
| ------------------------------------ | ------------------------------------ | ------------------------------------ | ------------------------------------ | ------------------------------------ |
| Engadin 2016                         | 8. místo                             | 20. místo                            | 41. místo                            |                                      |

| Přehled úspěchů na Mistrovství Evropy dorostu | Přehled úspěchů na Mistrovství Evropy dorostu | Přehled úspěchů na Mistrovství Evropy dorostu | Přehled úspěchů na Mistrovství Evropy dorostu | Přehled úspěchů na Mistrovství Evropy dorostu |
| Mistrovství Evropy dorostu                    | Sprint                                        | Long                                          | Štafety                                       |                                               |
| --------------------------------------------- | --------------------------------------------- | --------------------------------------------- | --------------------------------------------- | --------------------------------------------- |
| Cluj 2015                                     | 18. místo                                     | 20. místo                                     | 1. místo                                      |                                               |

### Umístění na MČR
| Umístění na Mistrovství České republiky v orientačním běhu | Umístění na Mistrovství České republiky v orientačním běhu | Umístění na Mistrovství České republiky v orientačním běhu | Umístění na Mistrovství České republiky v orientačním běhu | Umístění na Mistrovství České republiky v orientačním běhu | Umístění na Mistrovství České republiky v orientačním běhu | Umístění na Mistrovství České republiky v orientačním běhu | Umístění na Mistrovství České republiky v orientačním běhu | Umístění na Mistrovství České republiky v orientačním běhu | Umístění na Mistrovství České republiky v orientačním běhu | Umístění na Mistrovství České republiky v orientačním běhu | Umístění na Mistrovství České republiky v orientačním běhu |
| Ročník                                                     | Kategorie                                                  | Klasická                                                   | Krátká                                                     | Sprint                                                     | Noční                                                      | Ranking                                                    | Členství v klubu                                           | Štafety                                                    | Kluby                                                      | Sprint. štafety                                            |                                                            |
| ---------------------------------------------------------- | ---------------------------------------------------------- | ---------------------------------------------------------- | ---------------------------------------------------------- | ---------------------------------------------------------- | ---------------------------------------------------------- | ---------------------------------------------------------- | ---------------------------------------------------------- | ---------------------------------------------------------- | ---------------------------------------------------------- | ---------------------------------------------------------- | ---------------------------------------------------------- |
| MČR 2013                                                   | D16 – mladší dorostenky                                    | 4. místo                                                   | 4. místo                                                   | 9. místo                                                   | 3. místo                                                   |                                                            | OK 99 Hradec Králové                                       |                                                            |                                                            |                                                            |                                                            |
| MČR 2013                                                   | D18 – starší dorostenky                                    |                                                            |                                                            |                                                            |                                                            |                                                            | OK 99 Hradec Králové                                       | 3. místo                                                   | 3. místo                                                   |                                                            |                                                            |
| MČR 2014                                                   | D16 – mladší dorostenky                                    | 3. místo                                                   | 7. místo                                                   | 9. místo                                                   | 1. místo                                                   | 571. místo                                                 | OK 99 Hradec Králové                                       |                                                            |                                                            |                                                            |                                                            |
| MČR 2014                                                   | D18 – starší dorostenky                                    |                                                            |                                                            |                                                            |                                                            |                                                            | OK 99 Hradec Králové                                       | 1. místo                                                   | 1. místo                                                   | 1. místo                                                   |                                                            |
| MČR 2015                                                   | D16 – mladší dorostenky                                    | 2. místo                                                   |                                                            | 1. místo                                                   | 1. místo                                                   |                                                            | OK 99 Hradec Králové                                       |                                                            |                                                            |                                                            |                                                            |
| MČR 2015                                                   | D18 – starší dorostenky                                    |                                                            |                                                            |                                                            |                                                            |                                                            | OK 99 Hradec Králové                                       | 3. místo                                                   | 3. místo                                                   | 2. místo                                                   |                                                            |
| MČR 2016                                                   | D18 – starší dorostenky                                    | 2. místo                                                   | 1. místo                                                   | 8. místo                                                   | 9. místo                                                   | 670. místo                                                 | OK 99 Hradec Králové                                       | 8. místo                                                   | 1. místo                                                   | 1. místo                                                   |                                                            |
| MČR 2017                                                   | D18 – starší dorostenky                                    | 3. místo                                                   | 68. místo                                                  | disk                                                       | 3. místo                                                   | 484. místo                                                 | OK 99 Hradec Králové                                       | 11. místo                                                  | 3. místo                                                   | 2. místo                                                   |                                                            |
| MČR 2018                                                   | D20 – juniorky                                             | 2. místo                                                   | 1. místo                                                   | 3. místo                                                   | 4. místo                                                   | 38. místo                                                  | OK 99 Hradec Králové                                       |                                                            |                                                            |                                                            |                                                            |
| MČR 2018                                                   | D21 – ženy                                                 |                                                            |                                                            |                                                            |                                                            |                                                            | OK 99 Hradec Králové                                       | 3. místo                                                   | 1. místo                                                   | disk                                                       |                                                            |
| MČR 2019                                                   | D20 – juniorky                                             | 2. místo                                                   | 2. místo                                                   | 3. místo                                                   | 1. místo                                                   | 23. místo                                                  | OK 99 Hradec Králové                                       |                                                            |                                                            |                                                            |                                                            |
| MČR 2019                                                   | D21 – ženy                                                 |                                                            |                                                            |                                                            |                                                            |                                                            | OK 99 Hradec Králové                                       | 1. místo                                                   | 1. místo                                                   | 5. místo                                                   |                                                            |
| MČR 2020                                                   | D21 – ženy                                                 | 9. místo                                                   | 15. místo                                                  | 9. místo                                                   |                                                            | 13. místo                                                  | OK 99 Hradec Králové                                       | 1. místo                                                   |                                                            | 17. místo                                                  |                                                            |
| MČR 2021                                                   | D21 – ženy                                                 |                                                            | 9. místo                                                   | 19. místo                                                  |                                                            | 43. místo                                                  | OK 99 Hradec Králové                                       |                                                            |                                                            |                                                            |                                                            |
| MČR 2022                                                   | D21 – ženy                                                 | 14. místo                                                  |                                                            |                                                            |                                                            | 41. místo                                                  | OK 99 Hradec Králové                                       | 10. místo                                                  | 1. místo                                                   |                                                            |                                                            |
| MČR 2023                                                   | D21 – ženy                                                 |                                                            | 3. místo                                                   |                                                            | 1. místo                                                   |                                                            | OK 99 Hradec Králové                                       |                                                            |                                                            |                                                            |                                                            |